# Byrd-Jazz
Byrd-Jazz (pubblicato anche con il titolo di First Flight dalla Delmark Records) è un album live di Donald Byrd, pubblicato dalla Transition Records nel 1956. Il disco fu registrato dal vivo il 23 agosto 1955 al New World Stage Theatre di Detroit, Michigan (Stati Uniti).

## Tracce
Lato A
1. Blues – 7:01 (Donald Byrd)
2. Tortion Level – 6:31 (Donald Byrd)
3. Woodyn' You – 7:20 (Dizzy Gillespie)
4. Dancing in the Dark – 7:45 (Howard Dietz, Arthur Schwartz)

Lato B
1. Parisian Thoroughfare – 14:50 (Bud Powell)
2. Yusef – 5:35 (Barry Harris)
3. Shaw 'Nuff – 6:25 (Ray Brown, Gil Fuller, Dizzy Gillespie)

- In alcune versioni l'ordine dei brani è differente
- Il brano Blues nel CD edito dalla Fresh Sound Records è riportato come Blues Walk (e accreditato a Clifford Brown)
- Il brano Tortion Level in alcune versioni è scritto Torsion Level
- Il brano Woodyn' You in alcune versioni è scritto Woody 'n You
- Il brano Shaw 'Nuff in alcune versioni è scritto Shawnuff

## Musicisti
- Donald Byrd - tromba
- Yusef Lateef - sassofono
- Barry Harris - pianoforte
- Bernard McKinney - euphonium
- Alvin Jackson - contrabbasso
- Frank Gant - batteria